# Chess (musical)
Chess è un musical con musica di Benny Andersson e Björn Ulvaeus, già componenti del noto gruppo musicale svedese ABBA, e testi di Tim Rice, coautore tra l'altro di Jesus Christ Superstar. 
Tra le canzoni del musical sono celebri One Night in Bangkok e I Know Him So Well.

## Trama
La trama si basa su un incontro di scacchi per il titolo mondiale tra un campione statunitense e uno sovietico nel periodo della guerra fredda (sulla falsariga di quanto realmente avveniva in quegli anni), durante il quale si dipana anche una storia d'amore che coinvolge i due campioni e una componente della delegazione americana.

## Produzione
Lo spettacolo venne preceduto da un concept album lanciato nel 1984. 
La prima in teatro si tenne il 14 maggio 1986 a Londra. Una nuova versione modificata uscì a Broadway nel 1986.

## Cast e produzioni principali
| Personaggio         | Concept Album (1984) | West End (1986)  | Broadway (1988) | US Tour (1990)   | Concerto a New York (2003) | Royal Albert Hall (2008) | Union Theatre (2013) | Kennedy Center (2018) |
| ------------------- | -------------------- | ---------------- | --------------- | ---------------- | -------------------------- | ------------------------ | -------------------- | --------------------- |
| Anatoly Sergievsky  | Tommy Körberg        | Tommy Körberg    | David Carroll   | John Herrera     | Josh Groban                | Josh Groban              | Nadim Namaan         | Ramin Karimloo        |
| Freddie Trumper     | Murray Head          | Murray Head      | Philip Casnoff  | Stephen Bogardus | Adam Pascal                | Adam Pascal              | Tim Oxbrow           | Raúl Esparza          |
| Florence Vassy      | Elaine Paige         | Elaine Paige     | Judy Kuhn       | Carolee Carmello | Julia Murney               | Idina Menzel             | Sarah Galbraith      | Karen Olivo           |
| Svetlana Sergievsky | Barbara Dickson      | Siobhán McCarthy | Marcia Mitzman  | Barbara Walsh    | Sutton Foster              | Kerry Ellis              | Natasha J Barnes     | Ruthie Ann Miles      |
| Molokov             | Denis Quilley        | John Turner      | Harry Goz       | David Hurst      | Norm Lewis                 | David Bedella            | Gillian Kirkpatrick  | Bradley Dean          |
| Walter              |                      | Kevin Colson     | Dennis Parlato  | Gregory Jbara    | Jonathan Dokuchitz         | Clarke Peters            | Neil Stewart         | Sean Allan Krill      |
| The Arbiter         | Björn Skifs          | Tom Jobe         | Paul Harman     | Ken Ard          | Raúl Esparza               | Marti Pellow             | Craig Rhys Barlow    | Bryce Pinkham         |